# Gabrielle M. Spiegel
Gabrielle M. Spiegel (anglès: Gabrielle Michele Spiegel)  (Nova York, 20 de gener de 1943), és una historiadora nord-americana especialitzada en la història medieval francesa. Professora d'Història de la Universitat Johns Hopkins a Baltimore especialitzada en la història medieval i en els ambients francesos, és també presidenta de l'AHA, American Historical Association(Associació d'Historiadors Americans) des del 2008. El 2011, va ser escollida com a membre de l'Acadèmia Americana d'Arts i Ciències.

## Biografia
El 1964 va completar la seva llicenciatura en Història Medieval al Bryn Mawr College amb David Herlihy. El mateix any es va casar amb el periodista Adam Spiegel, amb qui té dos fills. i va entrar a la Universitat Harvard el 1965. Finalment, el 1970 va entrar a la Universitat Johns Hopkins i fins al 1974 n'ha estat estudiant. Durant aquest estudi va conèixer a Robert Forster i Orest Ranum, seguidors de l'Escola dels Annales. Es va doctorar a la mateixa universitat quatre anys més tard, amb el seu supervisor John W. Baldwin. L'elecció del tema per a la seva tesi doctoral, la historiografia a l'època dels Capetians, va ser relativament inusual als EUA, ja que en aquella època es va posar més èmfasi en la recerca empírica de la història institucional. Spiegel dona dues raons per a la seva elecció: d'una banda, la seva situació familiar amb dos fills petits, que li van impedir romandre més temps als arxius europeus, i, d'altra banda, el cercle creixent de la Els historiadors francesos Robert-Henri Bautier i Bernard Guénée Interès per la historiografia mateixa. Aquesta última la va conèixer durant les seves estades de recerca a París. El seu treball doctoral va donar lloc al llibre The Chronicle Tradition of Saint-Denis - A Survey, que va aparèixer el 1978. Va estar emprada a la Universitat de Maryland durant dinou anys abans de ser cridada a la Universitat Johns Hopkins el 1993 .
El 2008, Spiegel va exercir com a president de l' Associació Històrica Americana. És membre electa de l'Acadèmia Americana de les Arts i les Ciències des del 2011.

## Treball
A més de la història medieval francesa, WerkSpiegel també tracta els enfocaments postmoderns de la historiografia.
Spiegel considera que la seva experiència de marginació lingüística i cultural és el motiu de la seva elecció professional. “Ara estic convençut que va ser aquest sentiment persistent de no pertinença, d'intensa marginalitat i incomoditat lingüística, d'haver perdut una història passada i personal a la qual sentia que havia estat destinat però que m'havia endut la història mateixa., això va generar la meva necessitat de ser historiador [...].
La decadència de l'Antiguitat a la Mediterrània i l'ascens de l'edat mitjana germànica” de l'historiador belga Henri Pirenne. Tant el tema del llibre com la seva argumentació, aquí v.a. haurien estat emocionats pel valor que va donar als desenvolupaments a llarg termini. Per tant, Spiegel també estava convençut que hi havia línies de desenvolupament des dels prejudicis influïts pels cristians contra els jueus a l'Edat Mitjana fins als que van portar a la mort de molts dels seus familiars i li van robar el seu passat i, per tant, el seu futur: “[... ] perquè em vaig aferrar intuïtivament a la idea que l'Europa medieval representava de forma emblemàtica el món cristià els prejudicis del qual havien portat a la mort de tants membres de la meva família i m'havien privat de la meva història, tant del passat com del futur."
A partir de la seva ocupació per les cròniques franceses medievals com a part de la seva tesi doctoral, es va preguntar quin contingut real tenen, v. a. provocada per la descripció de miracles, resurreccions, etc. De manera que es va preocupar per l'obra de Hayden White, particularment el seu llibre Metahistory (1973), així com els escrits dels postestructuralistes. Nancy Partners, Robert Hanning i Robert Stein, col·legues Spiegels, van fer el mateix. Segons la seva opinió, també reflectia la seva pròpia biografia, que es vincula a la necessitat de conèixer el passat i la impossibilitat simultània d'aconseguir-ho amb certesa, ja que s'havia perdut irremeiablement. Més tard es va interessar molt per la connexió entre memòria i història.
Un dels seus articles més coneguts és The Social Logic of the Text in the Middle Ages, publicat a la revista històrica Speculum l'any 1990. En ella intenta que els plantejaments de la lingüística facin un gir lingüístic per a la història de l'edat mitjana. Juntament amb altres historiadors com Nancy Partner, també medievalista, així com Davis i Lynn Hunt, busca una posició moderada que tingui en compte els plantejaments postmoderns de la historiografia però no els paradigmes de la seva pròpia formació, és a dir. H. qualsevol empirisme i consideració del context socioeconòmic. Ella atorga al text una lògica social. El llenguatge compleix dues funcions: la primera és que és una imatge estàtica del context en què es crea el text, la segona és que crea activament aquest context. Aquestes reflexions també es poden trobar al seu llibre Romancing the Past, publicat l'any 1993. L'ascens de la historiografia en prosa vernacular a la França del segle xiii.